# ممارسة تأملية

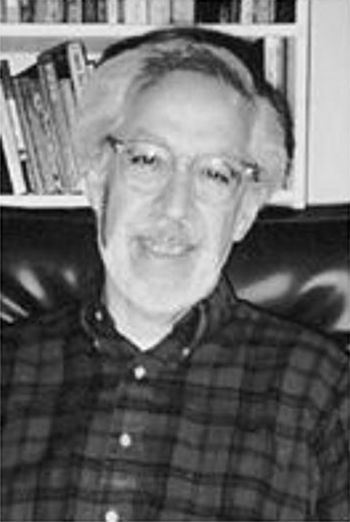

الممارسة التأملية هي القدرة على التبصر في تصرفات فرد ما للمشاركة في عملية التعلم المستمر. وفقًا لأحد التعريفات، فإنها تنطوي على «الاهتمام الشديد بالقيم والنظريات العملية التي تسترشد بها الإجراءات اليومية، من خلال دراسة الممارسة بشكل عاكس وانعكاسي. وهذا يؤدي إلى نظرة ثاقبة للنمو». الأساس المنطقي الرئيسي للممارسة التأملية هو أن الخبرة وحدها لا تؤدي بالضرورة إلى التعلم؛ التأمل المتعمد في التجربة ضروري. إنها أيضًا طريقة مهمة للجمع بين النظرية والتطبيق. من خلال التأمل، يكون الشخص قادرًا في سياق العمل على رؤية وتمييز أشكال الأفكار والنظريات المختلفة. لا تقتصر ممارسة الشخص التأمل، على النظر إلى الأحداث والفعاليات السابقة، بل وتلقي نظرة واعية على العواطف والخبرات والإجراءات والردود، وتُستخدم هذه المعلومات للإضافة إلى قاعدة معارفه الحالية والوصول إلى مستوى أعلى من الفهم.

## التاريخ والخلفية
قدم كتاب دونالد شون لعام 1983، «ممارس التأمل» مفاهيم مثل التأمل في العمل وتأمل العمل، والذي يشرح كيف يواجه المحترفون تحديات عملهم بنوع من الارتجال يُحسن عن طريق الممارسة والتدريب. ومع ذلك، فإن المفاهيم الكامنة وراء الممارسة التأملية أقدم من ذلك بكثير. في وقت مبكر من القرن العشرين، كان جون ديوي من أوائل من كتبوا عن الممارسة التأملية باستكشاف تجربته وتفاعله وتأمله. بعد ذلك بوقت قصير، طور باحثون آخرون مثل كورت لوين وجان بياجيه، نظريات تتعلق بالتعلم والتنمية البشرية. ادعى بعض العلماء أنهم وجدوا سلائف للممارسة التأملية في النصوص القديمة مثل التعاليم البوذية وتأملات الفيلسوف الرواق ماركوس أوريليوس. من أساسيات تطوير النظرية التأملية، الاهتمام بتكامل النظرية وممارستها، والنمط الدوري للتجربة والتطبيق الواعي للدروس المستفادة منها. منذ سبعينيات القرن العشرين، كان هناك أدب متنامٍ يركز على التعلم التجريبي وتطوير وتطبيق الممارسات التأملية. كما أوضح أستاذ تعليم الكبار ديفيد بود وزملاؤه: «التأمل هو نشاط إنساني مهم يستعيد فيه الناس خبراتهم ويفكرون فيها ويقيمونها. أهم ما في التعلم، العمل مع الخبرة. عندما يواجه شخص ما شيئًا ما، قد يتعلم ضمنيًا خلال هذه التجربة الكثير من الأشياء؛ ومع ذلك، قد يكون من الصعب وضع العواطف والأحداث والأفكار في سلسلة متماسكة من الأحداث. عندما يعيد الشخص التفكير في الأحداث أو إعادة سردها، يمكن حينئذ تصنيف الأحداث والعواطف والأفكار وما إلى ذلك. ولمقارنة الغرض المقصود من حدث سابق ونتائجه. يسمح التراجع عن العمل بالتفكير الناقد في سلسلة من الأحداث. يُنظر إلى ظهور المدونات في السنوات الأخيرة على أنه شكل آخر من أشكال التأمل والتفكير في الخبرة في عصر التكنولوجيا.

## النماذج
أُنشئت العديد من نماذج الممارسة التأملية لتوجيه العقل (المنطق) حول العمل والأداء.

### بورتون 1970
روج كتاب تيري بورتون لعام 1970 «تواصل والمس وعلّم»،  إلى دورة تعليمية بسيطة مستوحاة من العلاج الكلي، المؤلف من ثلاثة أسئلة تُطرح على الممارس: ماذا، وإن يكن، والآن ماذا؟ من خلال هذا التحليل، يُقدم وصف للموقف يؤدي بعد ذلك إلى فحص الموقف وبناء المعرفة التي تم تعلمها من خلال التجربة. بعد ذلك، فكر ممارسو التأمل في الطرق التي يمكنهم من خلالها تحسين أنفسهم، وعواقب استجابتهم للتجربة. تكيّف نموذج بورتون لاحقًا من قبل ممارسين خارج مجال التعليم، مثل مجال التمريض والمهن المساعدة.

### كولب وفراي 1975
تأثر ديفيد أ. كولب، صاحب نظرية التعلم، بأبحاث سابقة أجراها جون ديوي وجان بياجيه. يسلط نموذج كولب التأملي الضوء على مفهوم التعلم التجريبي ويرتكز على تحويل المعلومات إلى معرفة. يحدث هذا بعد حدوث موقف، يستلزم ممارسًا للتأمل للنظر في التجربة، واكتساب فهم عام للمفاهيم التي صودفت أثناء التجربة، ثم اختبار هذا الفهم العام في موقف جديد. وبهذه الطريقة، تُطبق المعرفة التي تُشكل بشكل مستمر، بناءً على الخبرات والمعارف السابقة للممارسين.

### أرجريس وشون 1978
كان باحثا الإدارة كريس أرغيريس ودونالد شون في عام 1978، رائدين لفكرة التعلم من حلقة واحدة والتعلم من حلقة مزدوجة.  بنيت نظريتهما حول الاعتراف وتصحيح الخطأ. يُعتبر التعلم من حلقة واحدة، عند استمرارية الممارس أو المنظمة حتى بعد حدوث خطأ وإجراء تصحيحه، في الاعتماد على الاستراتيجيات أو التقنيات أو السياسات ذاتها عند حصول الموقف مرة أخرى. يتضمن التعلم باستخدام حلقة مزدوجة، تعديل الأهداف أو الاستراتيجيات أو السياسات بحيث يُستخدم نظام تأطير جديد عند نشوء موقف مشابه.
- ادعى شون أنه يستمد مفاهيم «التأمل في العمل، والاستجابة للحالات الإشكالية، وتأطير وحل المشاكل، وأولوية المعرفة العملية على النظرية المجردة» من كتابات جون ديوي، على الرغم أن الأستاذ هارفي شابيرو قد جادل مسبقًا بأن كتابات ديوي تقدم «مفاهيم أكثر شمولاً وأكثر تكاملاً للنمو المهني» من كتاب شون. دعا شون إلى نوعين  من الممارسة التأملية. أولاً، التأمل في الأفعال، والذي يتضمن التفكير في تجربة سبق لك تجربتها، أو إجراء فعل قد قمت به بالفعل، والنظر فيما كان يمكن القيام به بطريقة مختلفة، وكذلك النظر إلى إيجابيات هذا التفاعل. أما النوع الآخر من التأملات الذي سجله شون، فهو تأمل العمل، أو تأمل تصرفاتك كما تفعلها، والنظر في مسائل مثل أفضل الممارسات خلال العملية. بالنسبة إلى شون، يبدأ النمو المهني حقًا عندما يبدأ الشخص في مشاهدة الأشياء بنظرة نقدية، من خلال التشكيك في تصرفاته. يساعد الشك في انبثاق طريقة جديدة للتفكير، تحدد الأسئلة والمواقف على أنها «مشاكل». من خلال التخطيط الدقيق والقضاء المنهجي على المشاكل المحتملة الأخرى، يُقطع الشك اليقين، ويمكن آنذاك للناس، تأكيد معرفتهم بالوضع. بعد ذلك، يستطيع الناس التفكير في المواقف المحتملة ونتائجها، والتناقش حول ما إذا كانوا قد قاموا بتنفيذ الإجراءات الصحيحة.[11]

### غيبز 1988
ناقش باحث التعليم غراهام غيبز، استخدام استخلاص المعلومات المنظمة، لتسهيل التأمل المشارك في دورة تعلم كولب التجريبية. يقدم غيبز مراحل استخلاص معلومات منظمة بالكامل على النحو التالي:
- (التجربة الأولية)

- الوصف

«ماذا حدث؟ لا تصدر أحكامًا أو تحاول استخلاص استنتاجات بعد، ما عليك سوى الوصف».
- المشاعر

«ماذا كانت ردود أفعالك ومشاعرك؟ مرة أخرى، لا تنتقل إلى تحليلها بعد».
- التقييم

«ما الذي كان جيدًا أو سيئًا في التجربة؟ أصدر أحكامًا ذات قيمة».
- التحليل

«ما معنى الشعور بالوضع؟ استحضر الأفكار من خارج التجربة لمساعدتك».
«ماذا كان يحدث بالفعل؟».
«هل كانت تجارب الناس المختلفة متشابهة أم مختلفة بطرق مهمة؟».
- استنتاجات (عامة)

«ما الذي يمكن استنتاجه بشكل عام من هذه التجارب والتحليلات التي أجريتها؟».
- استنتاجات (محددة)

«ما الذي يمكن استنتاجه بشأن وضعك الشخصي الخاص أو طريقة عملك؟».
- خطط العمل الشخصية

«ما الذي ستفعله بشكل مختلف في هذا النوع من الحالات في المرة القادمة؟».
«ما هي الخطوات التي سوف تتخذها على أساس ما تعلمته؟».
غالبًا ما يُستشهد باقتراحات غيبس على أنها «دورة غيبس التأملية» أو «نموذج غيبس للتأمل»، وتُبسط في المراحل الست التالية المتميزة للمساعدة في هيكلة التأمل في تجارب التعلم:
- الوصف
- المشاعر
- التقييم
- التحليل
- الاستنتاجات
- خطة عمل

### جونز 1995
صمم أستاذ التمريض كريستوفر جونز وضعًا منظمًا للتأمل، يوفر للممارس دليلًا لاكتساب فهم أكبر لممارسته. صُمم ليُنفذ من خلال عملية المشاركة مع زميل أو مرشد، والتي تجعل من التجربة مفيدة أكثر وتنتشر بمعدل أسرع.